# Baeoura distans
Baeoura distans är en tvåvingeart som först beskrevs av Enrico Adelelmo Brunetti 1912.  Baeoura distans ingår i släktet Baeoura och familjen småharkrankar. Inga underarter finns listade i Catalogue of Life.